# Siegel Missouris
Das Siegel des US-Bundesstaats Missouri wurde vom Abgeordneten Robert William Wells entworfen und am 11. Januar 1822 eingeführt.

## Beschreibung
In der Mitte des Siegels befindet sich ein kreisförmiger Schild, der senkrecht in zwei Teile unterteilt ist.
Auf der rechten Seite befindet sich das Große Siegel der Vereinigten Staaten und auf der linken Seite Symbole, die den Staat repräsentieren. Im unteren Teil ist ein Grizzlybär abgebildet, der Stärke und Mut repräsentieren soll, und im oberen Teil ein Sichelmond, der die neue Eigenstaatlichkeit und das Potenzial zum Wachstum repräsentieren soll.
Umrandet werden alle diese Symbole von dem Motto:
United we stand, divided we fall.
Zwei mächtige Grizzlybären, einer auf jeder Seite, stützen diesen Schild. Darunter befindet sich ein Schriftzug, der das lateinische Staatsmotto trägt:
„Salus Populi Suprema Lex Esto.“
(Das Wohl des Volkes sei das oberste Gesetz.)

Flagge Missouris

Ferner steht unter dem Schriftzug in römischen Ziffern das Jahr 1820, obwohl Missouri bis 1821 kein souveräner Staat war. Den oberen Teil des Siegels zieren 24 weiße Sterne auf blauen Hintergrund, wobei jeder einen anderen Staat der Union repräsentiert. Missouri stellt der etwas größere Stern über den Helm dar.
Auf dem äußeren Kreis des Siegels stehen die Worte:
"The Great Seal of the State of Missouri"
Das Siegel findet sich auch im Zentrum der Flagge Missouris.